# Anna Bon di Venezia
Anna Bon, née vers 1740 en Italie et morte après 1767, est une compositrice et chanteuse italienne du XVIIIe siècle.

## Biographie
Les parents d'Anna Bon menaient chacun une carrière internationale en lien avec la musique : sa mère Rosa Ruvinetti Bon comme chanteuse, et son père Girolamo Bon, originaire de Bologne, comme librettiste et scénographe.
Anna fut admise comme étudiante à l'Ospedale della Pietà à Venise (l'institution charitable où avait travaillé pendant des années Antonio Vivaldi) à l'âge de quatre ans le 8 mars 1743 ; elle y étudia avec Candida della Pièta, qui y enseignait la viole. Bon di Venezia est l'une des cinq compositrices connues pour être sorties du coro de l'Ospedale ; les autres sont Vincenta Da Ponte et les enfants trouvés Agata (en), Michielina (en) et Santa della Pietà.
Elle rejoignit ensuite ses parents à Bayreuth quand ils furent au service du margrave Friedrich von Brandenburg-Kulmbach. Elle y occupa un poste de « virtuose en musique de chambre » et dédia ses sonates pour flûte opus 1 au margrave. La couverture du recueil nous apprend qu'elle les composa à l'âge de 16 ans.
En 1762, la famille s'installa à Eisenach auprès de la cour des Esterházy et Anna y resta jusqu'en 1765 au moins. Elle dédia le recueil imprimé de son opus 2, six sonates pour clavecin, à Ernestina Augusta Sophia, Princesse de Saxe-Weimar en 1757, et celui des 6 divertimenti (sonates en trio) opus 3 à l'Électeur de Bavière Charles Théodore en (1759).
En 1767, elle vivait à Hildburghausen et était mariée au chanteur Mongeri. On perd ensuite sa trace.

## Œuvres
Sonates pour flûte traversière et basse continue, opus 1
1. en do majeur (adagio - allegro - presto) ;
2. en fa majeur (largo - allegro - allegro) ;
3. en si bémol majeur (andantino - allegro - minuetto) ;
4. en ré majeur (allegro moderato - andante - allegro assai) ;
5. en sol mineur (allegro - andante staccato - allegro) ;
6. en sol majeur (adagio - allegro - minuetto con variazione).

Sonates pour clavecin, opus 2
1. en sol mineur (allegro - andantino - allegretto) ;
2. en si bémol majeur (allegro non molto - andante - allegro) ;
3. en fa majeur (allegretto - adagio - minuetto) ;
4. en do majeur (allegro - largo - allegro) ;
5. en si mineur (allegro moderato - adagio non molto - allegro) ;
6. en do majeur (allegro - minuetto con variazioni).

Sonates en trio (Divertimenti), opus 3
1. en sol majeur ;
2. en ré majeur ;
3. en ré mineur ;
4. en sol majeur ;
5. en do majeur ;
6. en la majeur.